# Oblast' di Smolensk
L'oblast' di Smolensk (in russo Смоле́нская о́бласть?, Smolénskaja óblast') è un'oblast' della Russia interessata quasi interamente dalle colline omonime, dall'alto corso del fiume Dnepr e lambita dal Rialto centrale russo.
Il terreno collinare e coperto da grandi foreste ha favorito le industrie del legno che si sono aggiunte a quelle già esistenti (metalmeccaniche, chimiche, elettrotecniche, tessili, alimentari e della ceramica).

## Storia
La regione ebbe nel passato importanza strategica essendo l'unica via di comunicazione tra Mosca e la Polonia. Nel villaggio di Petroviči, nel rajon di Šumjači, nacque il famoso scrittore di fantascienza Isaac Asimov, alla fine del 1919. La sua famiglia emigrò tre anni dopo. Nel villaggio di Klušino nacque nel 1934 il cosmonauta Jurij Gagarin, che nel 1961 sarebbe divenuto il primo uomo a volare nello spazio.

## Geografia antropica

### Suddivisioni amministrative
La divisione amministrativa di secondo livello della oblast' comprende 25 rajon (distretti) e 2 città sotto la giurisdizione della oblast'.

#### Rajon
La oblast' di Smolensk comprende 25 rajon (fra parentesi il capoluogo; sono indicati con un asterisco i capoluoghi non direttamente dipendenti dal rajon ma posti sotto la giurisdizione della oblast'):
- Chislavičskij (Chislaviči)
- Cholm-Žirkovskij (Cholm-Žirkovskij)
- Demidovskij (Demidov)
- Dorogobužskij (Dorogobuž)
- Duchovščinskij (Duchovščina)
- El'ninskij (El'nja)
- Eršičskij (Eršiči)
- Gagarinskij (Gagarin)
- Glinkovskij (Glinka)
- Jarcevskij (Jarcevo)
- Kardymovskij (Kardymovo)
- Krasninskij (Krasnyj)
- Monastirščinskij (Monastirščina)

- Novoduginskij (Novodugino)
- Počinkovskij (Počinok)
- Roslavl'skij (Roslavl')
- Rudnjanskij (Rudnja)
- Safonovskij (Safonovo)
- Smolenskij (Smolensk*)
- Šumjačskij (Šumjači)
- Syčëvskij (Syčëvka)
- Tëmkinskij (Tëmkino)
- Ugranskij (Ugra)
- Veližskij (Veliž)
- Vjazemskij (Vjaz'ma)

#### Città
I centri abitati della oblast' che hanno lo status di città (gorod) sono 15 (in grassetto le città sotto la diretta giurisdizione della oblast', che costituiscono una divisione amministrativa di secondo livello):
- Demidov
- Desnogorsk
- Dorogobuž
- Duchovščina
- El'nja

- Gagarin
- Jarcevo
- Počinok
- Roslavl'
- Rudnja

- Safonovo
- Smolensk
- Syčëvka
- Veliž
- Vjaz'ma

#### Insediamenti di tipo urbano
I centri urbani con status di insediamento di tipo urbano sono 10:
- Chislaviči
- Cholm-Žirkovskij
- Golynki
- Kardymovo

- Krasnyj
- Monastirščina
- Ozërnyj
- Prževal'skoe

- Šumjači
- Verchnedneprovskij